# Vanth

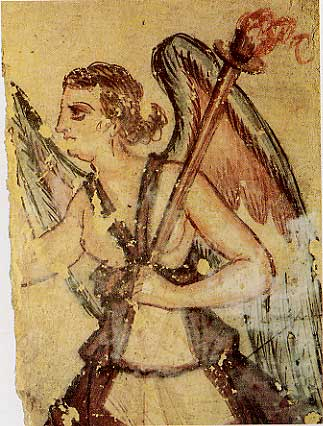
Darstellung der Vanth auf einem Fresko in der Tomba degli Aninas in Tarquinia

Vanth ist eine etruskische Dämonin. Sie tritt häufig als jugendliche Begleiterin des Totengottes Charun auf, wird in der Regel geflügelt und mit einer Fackel dargestellt, mit der sie den Toten den Weg ins Jenseits weist. Auch Schlangen und seltener eine Schriftrolle oder ein Schlüssel zählen zu ihren Attributen. Teilweise sind ihre Flügel auch mit Augen dargestellt. Die Bedeutung Vanths könnte in einer Erleichterung (Versüßung) des Übergangs vom Leben zum Tod gelegen haben.

## Rezeption
Der Mond des transneptunischen Asteroiden (90482) Orcus erhielt im April 2010 den Namen Vanth nach der etruskischen Dämonin.